# Naultinus grayii
Naultinus grayii är en ödleart som beskrevs av  Bell 1843. Naultinus grayii ingår i släktet Naultinus och familjen geckoödlor. Inga underarter finns listade i Catalogue of Life.